# ميضار
ميضار بالتيفيناغ ⵎⵉⴺⴰⵔ، هي بلدية تقع شمال المغرب في وسط إقليم الدريوش وتضم 20.022 نسمة، ميضار مدينة في طور التكون حيث لا زالت تعتبر جماعة حضرية من قبيلة آيت توزين في دائرة الريف التابعة لإقليم الدريوش.رغم توفرها على مؤهلات طبيعية وبشرية مهمة إلا أنها لا تزال بعيدة عن ركب التطور الحاصل في المغرب كما أنها تعاني من نقص حاد في المرافق خصوصا الصحية والتعليمية. يشتغل سكان ميضار في كل الميادين إلا أنها تواجه مشكلة هجرة العقول إلى المدن الداخلية التي تضمن ظروف عيش أكثر إغراء.كما تعرف أيضا هجرة الشباب إلى أوروبا خاصة هولندا وإسبانيا وبلجيكا وايضا ألمانيا وفرنسا.

## التقسيم الإداري
من بين الأحياء المكونة لجماعة ميضار نجد:
- الحي الإداري
- حي إفوراس
- المركز
- حي راق ازيرار
- حي بني محسن
- حي كدية الديب
- حي إطهريوا
- حي بوحجار
- حي ادشار توسرات
- حي ألما
- حي المسيرة
- حي أنزاغ
- تجزئة عناية
- حي بوغلاب
- حي بويندوز
- حي المصلى

## أعلام
- كمال السعليتي
- رشيدة لمرابط
- الحسين الوردي